# كيني وليامز (دراج)
كيني وليامز (بالإنجليزية: Kenny Williams)‏ هو دراج أمريكي، ولد في 24 مايو 1967.

## وصلات خارجية
- كيني وليامز على موقع أرشيف الدراجات (الإنجليزية)
- كيني وليامز على موقع إحصائيات الدراجات الإحترافية (الإنجليزية)